# OZ Возничего
OZ Возничего (лат. OZ Aurigae) — двойная затменная переменная звезда типа Беты Лиры (EB) в созвездии Возничего на расстоянии приблизительно 4420 световых лет (около 1355 парсеков) от Солнца. Видимая звёздная величина звезды — от +14,1m до +13,5m. Орбитальный период — около 0,9537 суток (22,889 часов).

## Характеристики
Первый компонент — жёлтая звезда спектрального класса G. Радиус — около 3,07 солнечных, светимость — около 6,183 солнечной. Эффективная температура — около 5195 К.